# 아라시야마역 (한큐 전철)
아라시야마역(일본어: 嵐山駅, あらしやまえき)은 일본 교토부 교토시 니시쿄구에 소재하는 한큐 전철 아라시야마 선의 역이다. 역 번호는 HK-98이다. 교토를 대표하는 관광지 중 하나로 "아라시야마"에서 오사카, 고베 방면으로 가는 관문이다.

## 역사
- 1928년 11월 9일: 신케이한 철도 아라시야마 선 개통과 동시에 영업 개시.
- 1930년 9월 15일: 회사 합병으로 게이한 전기철도의 역이 됨.
- 1943년 10월 1일: 회사 합병으로 게이한신 급행전철의 역이 됨.
- 1944년 1월 9일: 자재 공출로 인하여 아라시야마 선 전 노선 단선화.
- 2010년 10월 30일: 역사 리뉴얼과 동시에 역전 광장 사용 개시. 역전 버스 터미널을 설치하고 교토 버스 정기편의 진입 개시.
- 2013년 12월 21일: 역 번호 도입.

## 역 구조
두단식 승강장 3면 2선의 지상역이다. 두 선이 함께 양쪽에 승강장 사이로 있지만 연간 사용되고 있는 승강장은 중앙의 1면만으로, 발착하는 열차문은 한쪽만 열린다.
외측 승강장 2면의 두단부는 슬로프에서 역사 2층의 임시 개찰구로 이어지고, 상용된 1층 개찰구에서는 이어지지 않는다.
역사는 오랫동안 개업 이후의 것이 쓰였지만, 2010년 4월 교마치 가문을 생각한 외관에 개장된되었다(구조는 그대로이다). 이어, 동년 10월 30일에는 역전 광장도 재포장되고 벚꽃 나무 등도 심어지면서 돌 층계가 되었다.
화장실은 개찰구 옆에 있다

### 승강장
| 번호 | 노선             | 행선                                        |
| ---- | ---------------- | ------------------------------------------- |
|      | 임시 하차 승강장 | 가쓰라・교토・오사카・고베・다카라즈카 방면 |
| 1・2 | ■ 아라시야마 선  | 가쓰라・교토・오사카・고베・다카라즈카 방면 |
|      | 임시 하차 승강장 | 가쓰라・교토・오사카・고베・다카라즈카 방면 |

- 플랫폼 상 안내판에서는 상기와 같이 기재되어 있지만 당역에서의 열차는 임시 열차를 제외하고 가쓰라 역까지만 운행되므로, 가와라마치・오사카・고베・다카라즈카 방면으로 가기 위해서는 환승이 필요하다.
- 통상의 다이아에서는 동시에 2개의 열차가 입선하는 것은 없다. 선로의 녹자를 막아내기 위해서 휴일은 1번 선, 평일에는 2번 선으로 다르게 취급한다. 1번 선은 행사 때의 열차 전시 및 임시 열차 등의 유치에 사용되는 것이 있다.

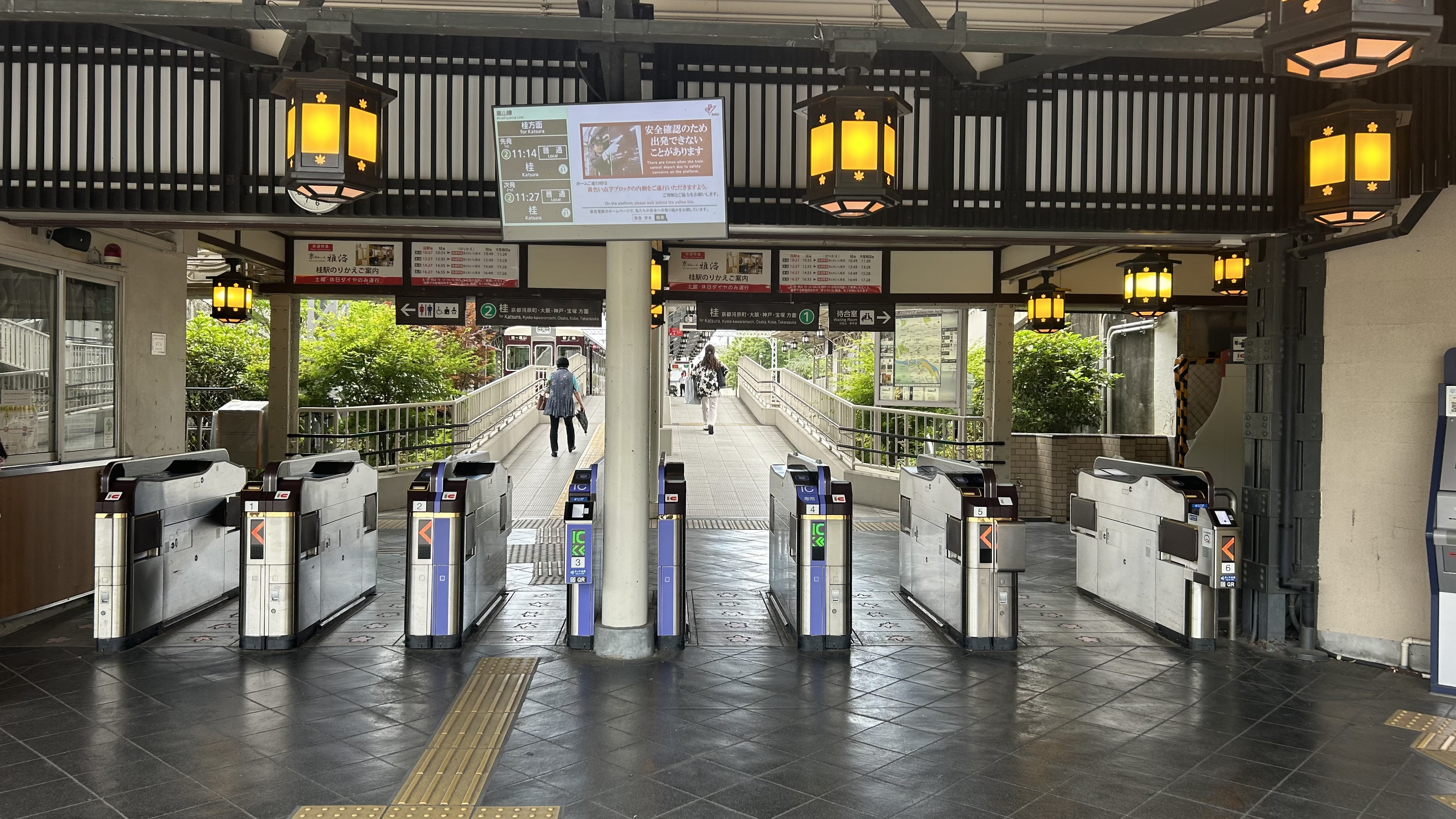
개찰구
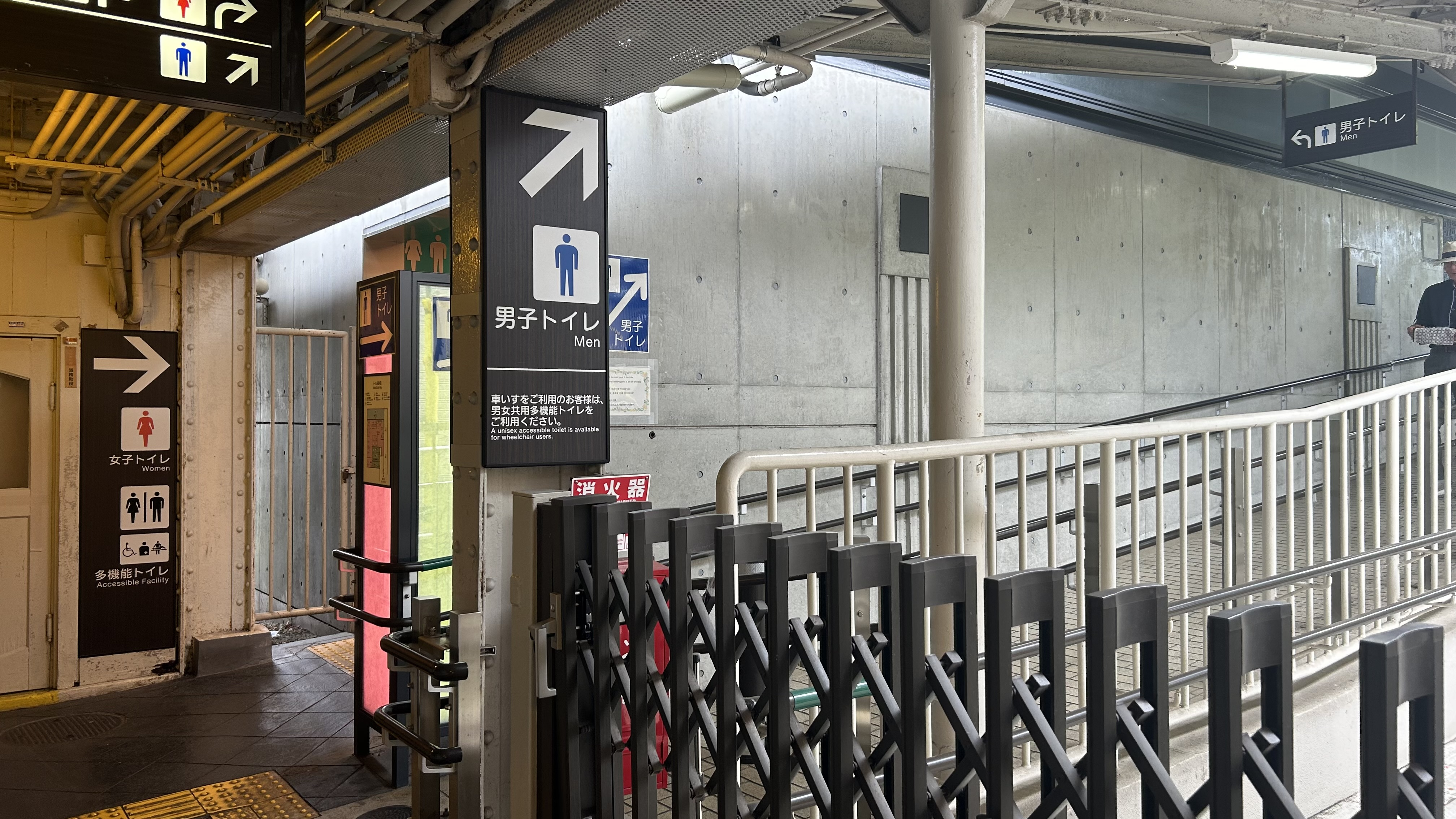
화장실

## 역 주변
역 동서쪽으로 주택지가 확산되고 있다. 아라시야마의 관광지는 역에서 길을 따라(서북쪽) 직진하면 좋다. 관광지 기점 부근에 있는 것이 와타쓰키 다리에서 거리로 약 400m이다.
아라시야마 일대는 타사의 철도 선로도 다니고 본 역에서 가장 가까운 게이후쿠 아라시야마 본선 아라시야마 역은, 와타쓰키 다리를 건너 도보로 약 15분 걸린다. 북쪽으로 가면, JR 사가노 선 사가아라시야마역과 사가노 관광철도 도롯코사가 역이 있지만 본 역에서 도보로 20분 정도 걸린다.
- 와타쓰키바시
- 호린지
- 아라시야마 공원
- 이와타야마 공원
- 아라시야마 몽키 파크 이와타야마
- 교토 아라시야마 우체국
- 교토 시립 아라시야마히가시 초등학교
- 교토 부도 134호 아라시야마 정차장선
- 교토 부도 29호 우타노아라시야마야마다 선(사가 가도)
- 가쓰라 강

## 사진

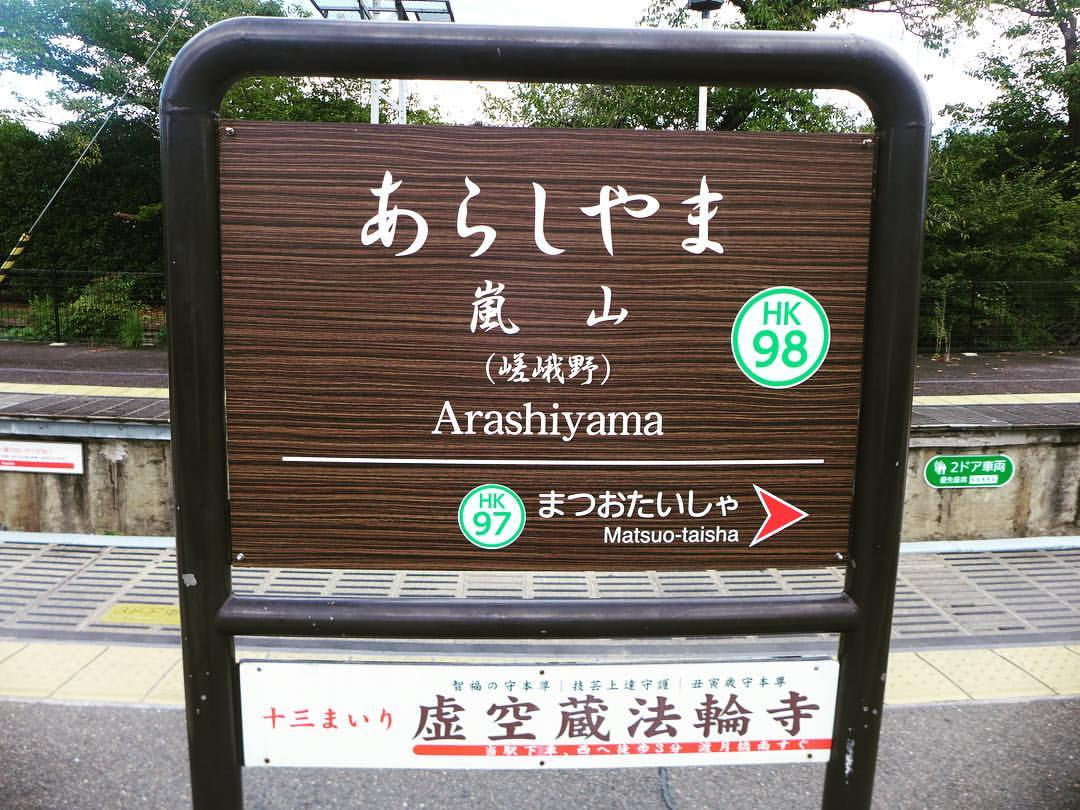
역명판

## 인접역
| 한큐 전철 ■ 센리 선            | 한큐 전철 ■ 센리 선 | 한큐 전철 ■ 센리 선 |
| ------------------------------ | ------------------- | ------------------- |
| HK-97 마쓰오타이샤 가쓰라 방면 |                     | 시·종착역           |